# Жун-чэн
Жун-чэн (кит. 容成), Жунчэн-цзы (кит. 容成子), Жунчэн-гун (кит. 容成公) — древнекитайский мудрец. Согласно некоторым свидетельствам был наставником легендарного Хуан-ди (Желтого императора) и Лао-цзы. Джозеф Нидэм называет его известным специалистом по сексуальным вопросам в древности. В библиографическом отделе «Ханьшу» в разделе фанчжун (искусство спальных покоев) ему приписывается сочинение «Жун-чэн инь дао» (容成陰道二十六卷) в 26 цзюанях (свитках). В этом же отделе "Ханьшу" в разделе, перечисляющем книги представителей школы инь ян названо сочинение "Жунчэн-цзы" в 14 главах (пянях) (容成子十四篇). В сочинении «Баопу-цзы» Гэ Хуна среди даосских произведений упоминается «Жун-чэн цзин» («Канон Жун-чэна») (容成經) (Баопу-цзы. Глава 19). Сочинения носили эротологический характер и были впоследствии утрачены. Жун-чэн упоминается в «Чжуан-цзы», «Ле-цзы», «Хуайнань-цзы», «Ши вэнь» и других сочинениях. В «Хуайнань-цзы» ему приписывается создание календаря (Глава 19).  Однако, прежде всего, Жун-чэн, как и Пэн Цзу, считается знатоком искусства спальных покоев. В найденном при раскопках в Мавандуе в 1973—1974 годах эротологическом трактате «Ши вэнь» («Десять вопросов»), время создания которого близко ко времени создания «Чжуан-цзы», Жун-чэн выступает как наставник Хуан-ди по вопросам долголетия. Некоторые сведения о Жун-чэне можно также найти в даосском сочинении «Ле сянь чжуань» («Жизнеописание бессмертных») и в «Хоу Хань шу» («История Поздней Хань»).